# جيريان بول

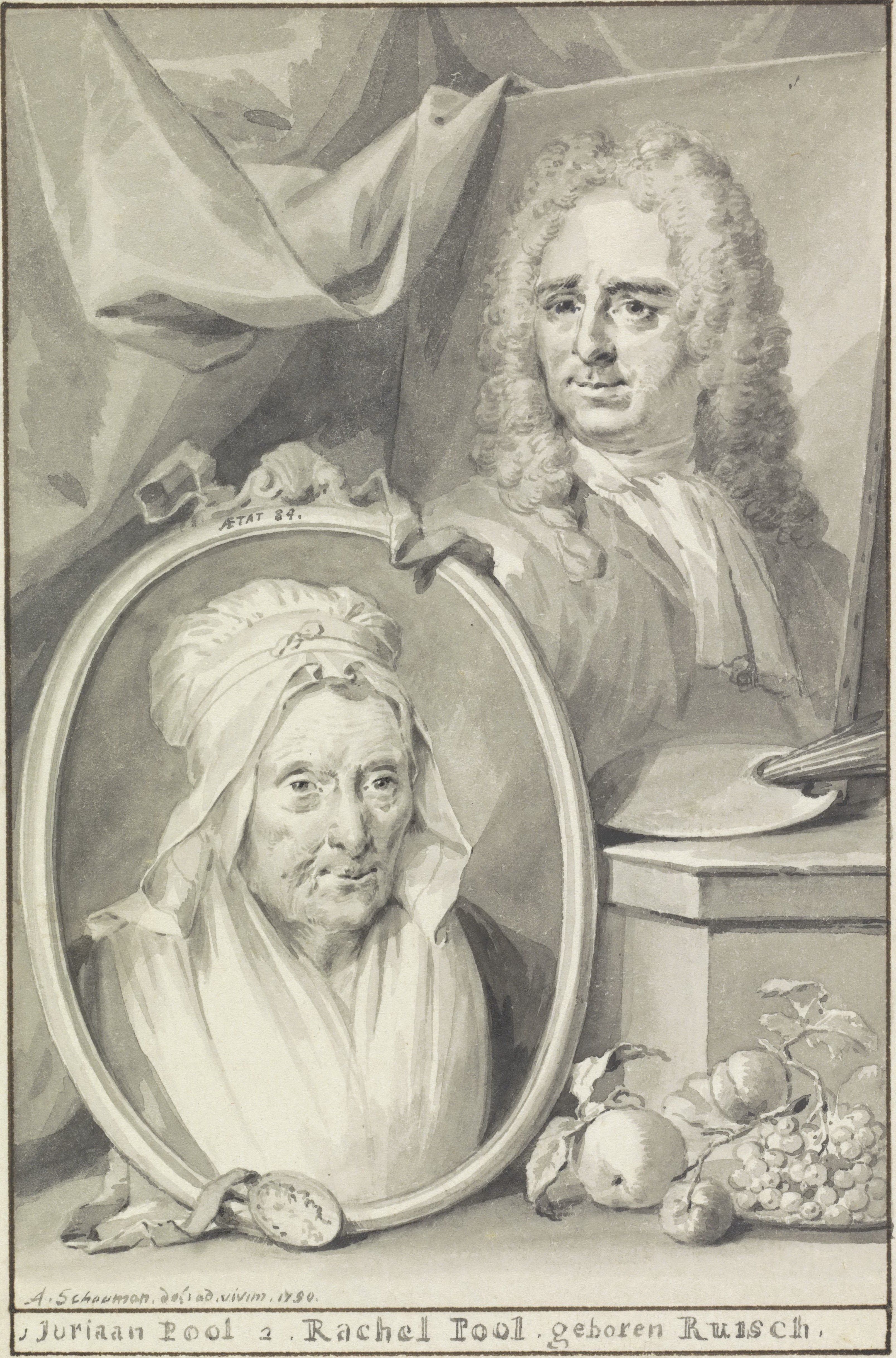
جيران بول وزوجته راشيل رويش عام 1750

جيريان بول (1665 - 1745)، كان رسام في القرن الثامن عشر وهو من هولندا الشمالية و أفضل مايعرف باسم زوج راشيل رويش.

## روابط خارجية
- قالب:YourPaintings
- Juriaen Pool on أرتنيت